# Division II i fotboll 1928/1929
Division II i fotboll 1928/1929, som var upplagan av Division II i fotboll säsongen 1928/1929, bestod av två serier, innehållande tio lag. Noterbart är att lag från Norrland fortfarande inte fick spela i Allsvenskan (däremot fick lag från de sydligaste delarna, till exempel Gävle och Sandviken dispens). De två vinnande lagen gick direkt upp i Allsvenskan.

## Förändringar inför säsongen

### Lag till/från Allsvenskan
Kvalspelet till Allsvenskan spelades som vanligt säsongen 1927/1928 och därmed skedde även uppflyttningarna till Allsvenskan vanligt. De lag som flyttades upp var IFK Malmö och Westermalms IF. De lag som flyttades ner var Djurgårdens IF och Stattena IF.

### Lag till division III
Inga lag flyttades upp från division III till division II på grund av serieändringen. Däremot flyttades många lag ner till division III. Däremot flyttades 31 av 51 lag ner till division III från division II säsongen 1927/1928. Sju av nio lag flyttades ner från Uppsvenskan, sex av tio från Mellansvenskan, fem av nio från Östsvenskan, sju av tolv från Västsvenskan och sex av elva lag från Sydsvenskan.

### Nya gruppsammansättningar
Division II hade säsongen 1928/1929 totalt 20 lag, som delades in i två grupper om tio lag. De nya gruppsammansättningar som gjordes baserades på geografiskt läge och tidigare serietillhörighet. Lag från Uppsvenskan, Mellansvenskan och Östsvenskan fick spela i den norra serien och lag från Västsvenskan och Sydsvenskan fick spela i den södra serien.

## Serier

### Norra serien
Sandvikens IF gick upp till Allsvenskan medan Djurgårdens IF och IFK Stockholm flyttades ner till division III. De ersattes av Köpings IS och Sandvikens AIK.
| Nr | Lag               | S  | V  | O | F  | GM | IM | MS  | P  |
| -- | ----------------- | -- | -- | - | -- | -- | -- | --- | -- |
| 1  | Sandvikens IF     | 18 | 13 | 2 | 3  | 56 | 20 | +36 | 28 |
| 2  | Hallstahammars SK | 18 | 8  | 5 | 5  | 31 | 28 | +3  | 21 |
| 3  | Sundbybergs IK    | 18 | 10 | 0 | 8  | 45 | 38 | +7  | 20 |
| 4  | Hammarby IF       | 18 | 8  | 3 | 7  | 30 | 27 | +3  | 19 |
| 5  | Gefle IF          | 18 | 6  | 5 | 7  | 39 | 34 | +5  | 17 |
| 6  | Surahammars IF    | 18 | 5  | 7 | 6  | 37 | 41 | −4  | 17 |
| 7  | IFK Västerås      | 18 | 7  | 1 | 10 | 32 | 43 | −11 | 15 |
| 8  | IK City           | 18 | 5  | 5 | 8  | 34 | 51 | −17 | 15 |
| 9  | Djurgårdens IF    | 18 | 5  | 4 | 9  | 27 | 37 | −10 | 14 |
| 10 | IFK Stockholm     | 18 | 7  | 0 | 11 | 34 | 43 | −9  | 14 |

### Södra serien
| Nr | Lag             | S  | V  | O | F  | GM | IM | MS  | P  |
| -- | --------------- | -- | -- | - | -- | -- | -- | --- | -- |
| 1  | Stattena IF     | 18 | 12 | 3 | 3  | 45 | 22 | +23 | 27 |
| 2  | Redbergslids IK | 18 | 12 | 1 | 5  | 47 | 25 | +22 | 25 |
| 3  | Halmstads BK    | 18 | 11 | 1 | 6  | 46 | 29 | +17 | 23 |
| 4  | Malmö FF        | 18 | 8  | 2 | 8  | 42 | 41 | +1  | 18 |
| 5  | Kalmar FF       | 18 | 6  | 4 | 8  | 42 | 44 | −2  | 16 |
| 6  | IFK Uddevalla   | 18 | 7  | 1 | 10 | 29 | 43 | −14 | 15 |
| 7  | Fässbergs IF    | 18 | 7  | 0 | 11 | 36 | 42 | −6  | 14 |
| 8  | Krokslätts FF   | 18 | 6  | 2 | 10 | 29 | 40 | −11 | 14 |
| 9  | IS Halmia       | 18 | 5  | 4 | 9  | 23 | 34 | −11 | 14 |
| 10 | Jonsereds IF    | 18 | 6  | 2 | 10 | 30 | 49 | −19 | 14 |

Stattena IF gick upp till Allsvenskan medan IS Halmia och Jonsereds IF flyttades ner till division III. De ersattes av BK Derby och IFK Kristianstad.